# Дом Васнева

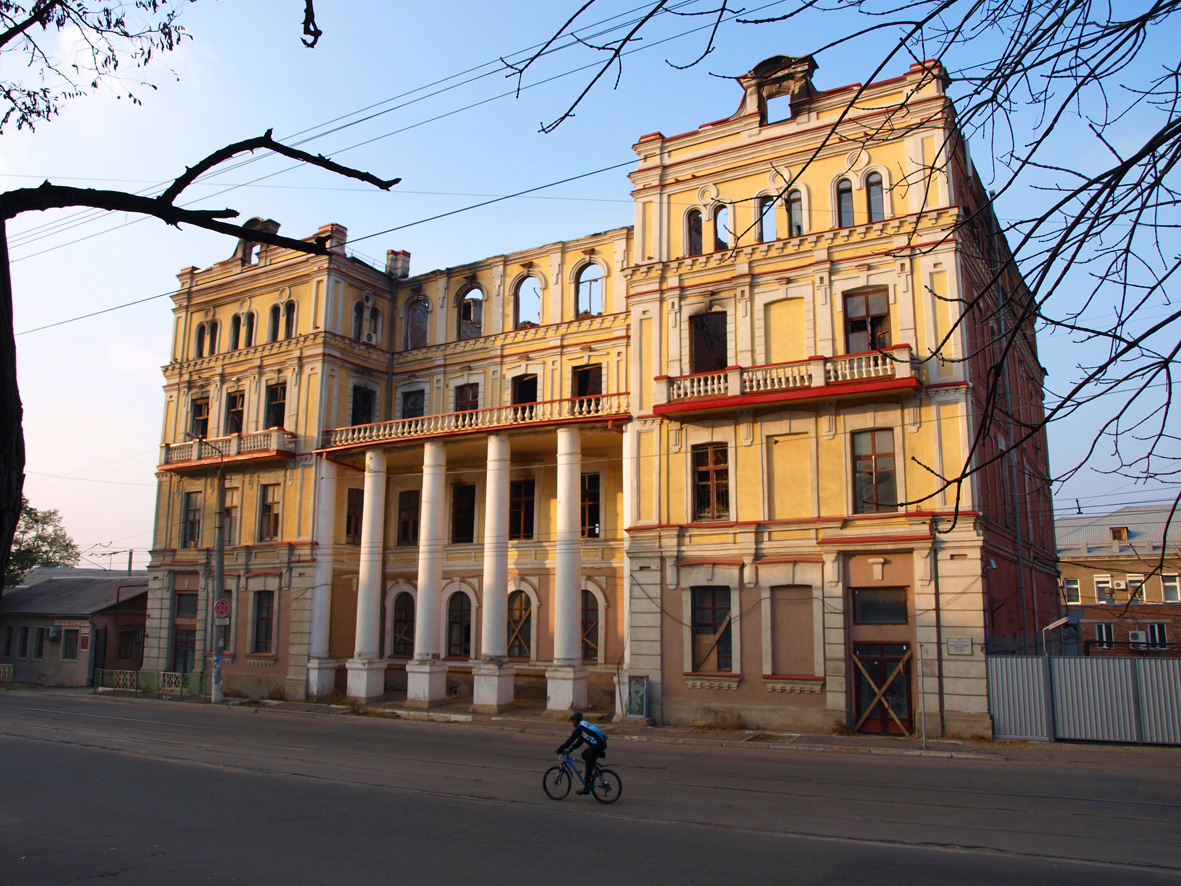
Дом Васнева

Дом Васнева — памятник архитектуры, первое четырехэтажное здание в Луганске.
Особняк возведен на ул. Банковской (ныне ул. Шевченко) в начале XX века на средства купца 2-й гильдии Сергея Васнева. В нём располагалось женское коммерческое училище и мужская гимназия.
О купце ходили легенды, что, якобы, он разбогател, найдя клад. По другим вариантам, удачно женился. После революции 1917 г. всё его имущество национализировали большевики, а бывший богатый человек Луганска стал бездомным. Доживал свой век в сторожке Казанской церкви, которую когда-то щедро спонсировал.
Дом Васнева передали Донецкому институту народного образования, реорганизованному в 1934 г. в Луганский государственный педагогический институт. В 1930-е гг. дом приобрёл дурную славу. В нём располагались органы НКВД. Одна из хозяйственных построек была приспособлена для приведения смертных приговоров в исполнение, там конвейером казнили «врагов народа». По рассказам старожилов, трупы сваливали на телеги и увозили на Гусиновское кладбище. В луганском областном архиве сохранилась уголовное дело рабочего, которого в 1937 году приговорили к расстрелу только за то, что он посмотрел в сторону этого здания «контрреволюционным взглядом».
После смерти Сталина здесь произошёл первый пожар. В течение последующих лет ни одна луганская организация не соглашалась занять помещение, пока расстрельное помещение не снесли. В 1970 г. «Дом Васнева» передали 7-й городской поликлинике завода им. Ленина. С 2004 г. велись ремонтные работы.
17 февраля 2011 снова произошел пожар. Здание значительно повреждено, остались только несущие стены.